# William Harrower
William Harrower (* 9. Oktober 1861 in Glasgow; † 27. Oktober 1910 in Paisley) war ein schottischer Fußballspieler. In seiner aktiven Karriere als Spieler gewann er in den 1880er Jahren dreimal den schottischen Pokal.

## Karriere

### Verein
William Harrower spielte von 1881 bis 1888 für den FC Queen’s Park in Glasgow. Mit dem Verein gewann er in den Jahren 1882, 1884 und 1886 den Schottischen Pokal. 

### Nationalmannschaft
William Harrower spielte zwischen 1882 und 1886 dreimal für die schottische Nationalmannschaft und erzielte dabei vier Tore. Er debütierte für die Bravehearts am 11. März 1882 bei einem 5:1-Sieg gegen England im Hampden Park von Glasgow. Er traf dabei zur 1:0-Führung. Im Jahr 1884 folgte ein Einsatz gegen Irland während der British Home Championship bei dem ihm zwei weitere Tore in Nationaltrikot gelangen. Mit Schottland gewann er schließlich die Austragung des Turniers. In seinem letzten Länderspiel, das er 1886 im Rahmen der British Home Championship 1885/86 gegen Wales absolvierte, gelang ihm ein weiteres Tor. Den Turniersieg teilte sich Schottland mit England.

## Erfolge
mit dem FC Queen’s Park
- Schottischer Pokalsieger (3): 1882, 1884, 1886

mit Schottland
- British Home Championship (2): 1884, 1886